# Шестеово
Шестеово или Шештеово (грч. Σιδηροχώρι, до 1926. грч. Σίστεβο) је насељено место у општини Костур у периферији Западна Македонија, Грчка. Према попису из 2021. године било је 92 становника.
Према бугарском географу и историчару, Василу Канчову, у Шестеову је 1900. године живело 880 Словена хришћана. Македонски историчар Тодор Симовски, 1998. године наводи да је Шестеово словенско насеље. Према предању село су основали сточари који су дошли из околине Битоља.